# Yunyi Baltiets
 (octobre 2018).
Yunyi Baltiets (en russe : Юный балтиец) est une goélette à coque acier qui fut construite pour le palais des jeunes pionniers de l'URSS en 1989. Il navigue toujours comme voilier-école et son port d'attache est Saint-Pétersbourg.

## Histoire
Le voilier a été construit au Chantier naval de la Baltique, sur l'Île Vassilievski à Saint-Petersbourg. Mis en chantier en 1988, il a été mis à l'eau en 1989 et le drapeau de l'URSS a été hissé le 2 juin 1989. Il est devenu le premier voilier d'entraînement construit en Russie depuis 1913.
Appartenant depuis à un établissement d'enseignement public de Saint-Pétersbourg occupant le Palais Anitchkov (l'ancien Palais des pionniers) il a participé, en tant que navire-école à de nombreuses Tall Ships' Races comme la Hanse Sail (1992-1993-1994-1995-1996-1997-1998-2008-2009-2010)...
Depuis 2012, il navigue pour le collège technique maritime de Saint-Pétersbourg.
|                        |
| Yunyi Baltiets en 2009 |

|                        |
| Yunyi Baltiets en 2017 |

|  |
|  |